# 吉野ヶ里町
吉野ヶ里町（よしのがりちょう）は、佐賀県東部に位置する町。現在神埼郡に属する唯一の町である。

## 地理
佐賀県の東部、佐賀市から東へ約10 km、福岡市から南へ約30 kmの場所に位置している。町内を長崎本線、国道34号、長崎自動車道が東西に貫いている。町域は南北に細長く、中央部から南側は佐賀平野の北端部に含まれる平地であるが、長崎自動車道より北側の地域は脊振山地の南端部にあたる山がちな地形である。

### 地形
- 山岳:蛤岳(863 m）・千石山(528.4 m）・権現山(452 m）・籾岳(292 m）
- 河川:井柳川・田手川・那珂川
- ダム:五ケ山ダム（小川内、大野がダム湖域内）
- 峠:坂本峠

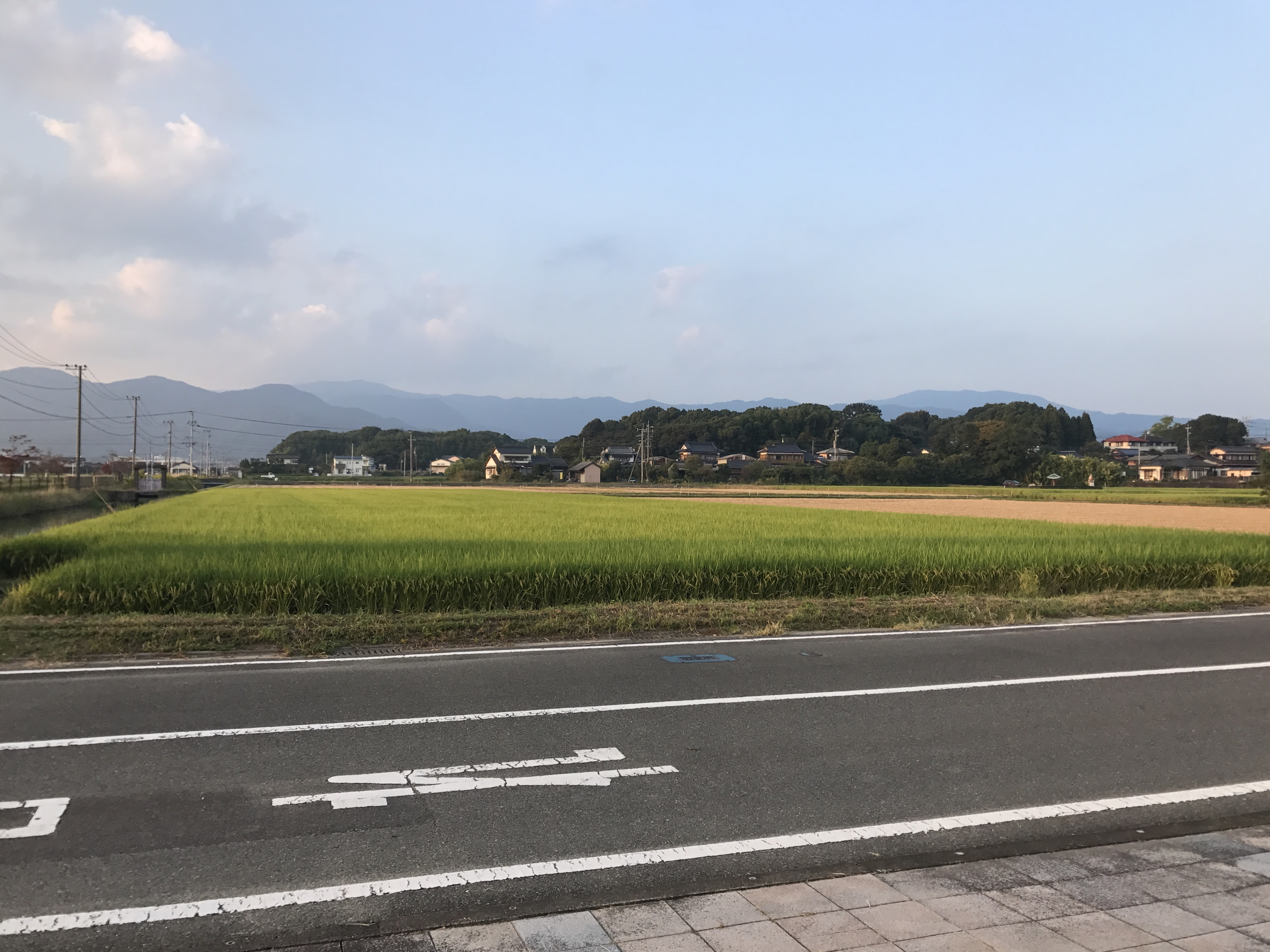
水田が広がる低地と住宅地が広がる丘陵地（吉田、吉野ヶ里公園駅北）
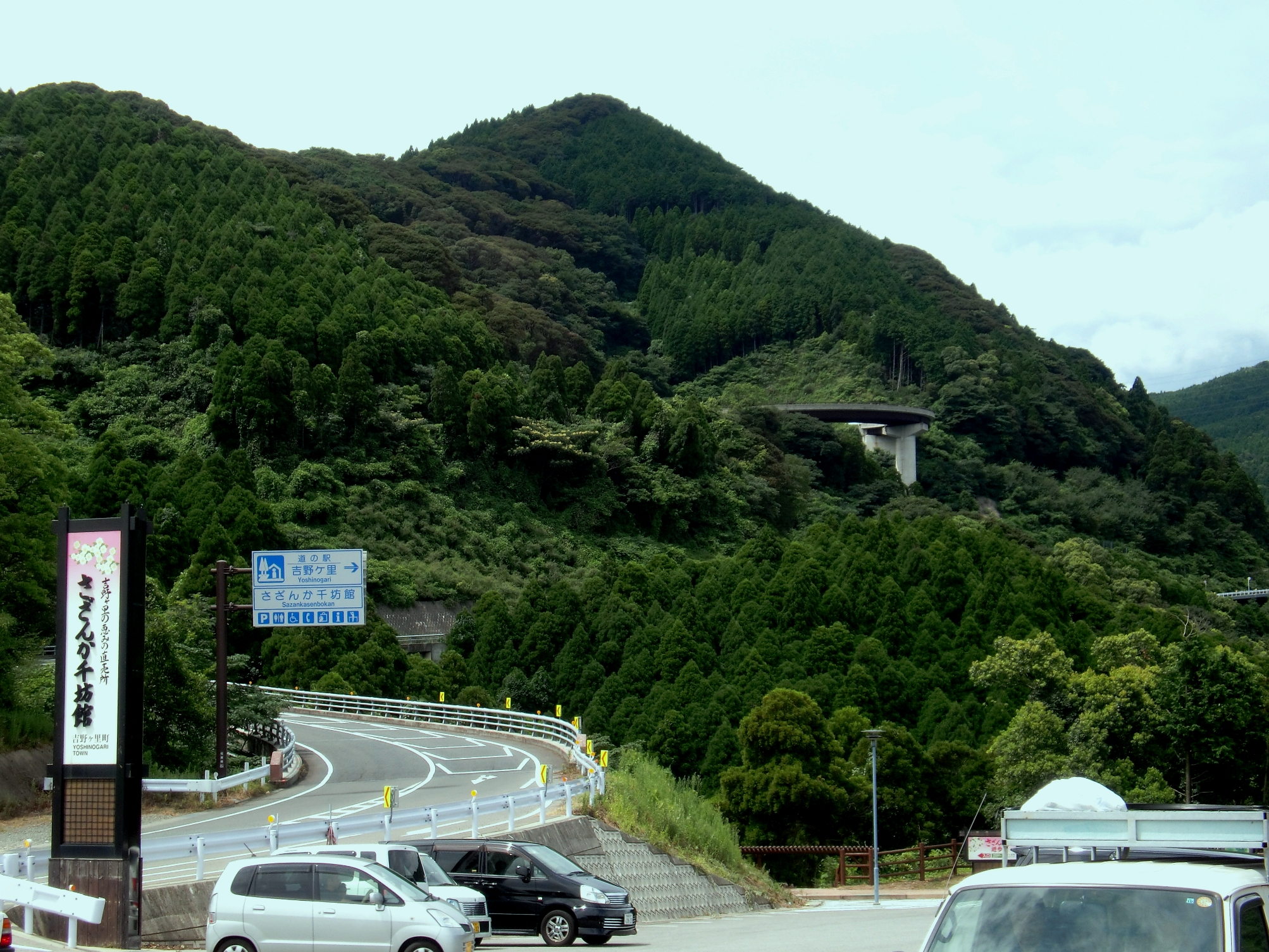
国道385号沿いの道の駅と千石山
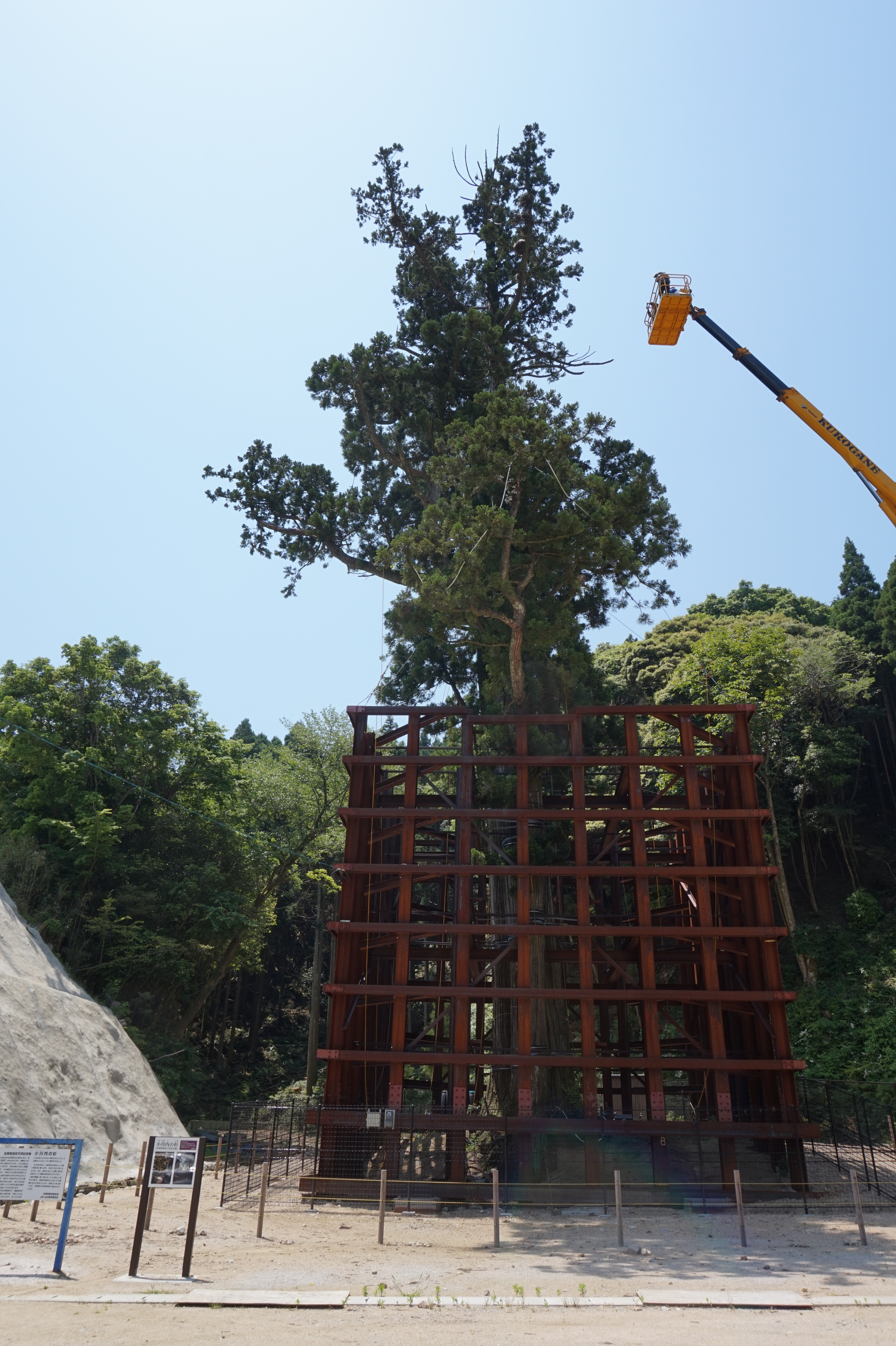
ダム建設に伴い移植された佐賀県天然記念物の「小川内の杉」（2017年、移植1年後）

### 隣接している自治体・行政区
佐賀県
- 神埼市
- 三養基郡：上峰町、みやき町

福岡県
- 福岡市（早良区）
- 那珂川市

### 地名
9大字が置かれている。旧町村は住所に表記されない。また、通常、住所には表記されないが、生活上の単位として集落ごとに行政区が設置されている。大字ごとに行政区を示す。
| 旧町村     | 面積/km2 | 世帯 | 人口  | 位置       | 大字(行政区) |
| ---------- | -------- | ---- | ----- | ---------- | --- |
| 旧三田川町 | 10.85    | 2917 | 8050  | 南         | 立野(立野) 田手(伊保戸・衣村・田手宿・田手村・吉野ヶ里・力田) 箱川(乙ノ馬手・下藤・田中・箱川上分・箱川下分) 豆田(上中杖・上豆田・下中杖・下豆田・曽根) 吉田(上中杖上・苔野・新宮田・鳥ノ隈・萩原・目達原・吉田) |
| 旧東脊振村 | 33.09    | 2561 | 8355  | 中央から北 | 石動(上石動・下石動・西石動) 大曲(大塚ケ里・大曲・辛上・川原団地・永田ケ里・中の原団地・横田) 松隈(小川内・坂本・永山・松隈) 三津(上三津西・上三津東・下三津西・下三津東)                                        |
| 計         | 43.94    | 5478 | 16405 |            | |

1. 1 2  2010年10月1日
2. ↑  1955年、豆田・吉田の錯綜地から独立。

### 人口
| |                                            |  |
| 吉野ヶ里町と全国の年齢別人口分布（2005年） | 吉野ヶ里町の年齢・男女別人口分布（2005年） |  |
| ■紫色 ― 吉野ヶ里町 ■緑色 ― 日本全国 | ■青色 ― 男性 ■赤色 ― 女性                  |  |
| 吉野ヶ里町（に相当する地域）の人口の推移 \| 1970年（昭和45年） \| 13,864人 \| \| \| 1975年（昭和50年） \| 14,330人 \| \| \| 1980年（昭和55年） \| 14,506人 \| \| \| 1985年（昭和60年） \| 14,911人 \| \| \| 1990年（平成2年） \| 15,678人 \| \| \| 1995年（平成7年） \| 15,631人 \| \| \| 2000年（平成12年） \| 16,042人 \| \| \| 2005年（平成17年） \| 16,100人 \| \| \| 2010年（平成22年） \| 16,405人 \| \| \| 2015年（平成27年） \| 16,411人 \| \| \| 2020年（令和2年） \| 16,323人 \| \| |                                            |  |
| 総務省統計局 国勢調査より |                                            |  |
| 1970年（昭和45年） | 13,864人                                   |  |
| 1975年（昭和50年） | 14,330人                                   |  |
| 1980年（昭和55年） | 14,506人                                   |  |
| 1985年（昭和60年） | 14,911人                                   |  |
| 1990年（平成2年） | 15,678人                                   |  |
| 1995年（平成7年） | 15,631人                                   |  |
| 2000年（平成12年） | 16,042人                                   |  |
| 2005年（平成17年） | 16,100人                                   |  |
| 2010年（平成22年） | 16,405人                                   |  |
| 2015年（平成27年） | 16,411人                                   |  |
| 2020年（令和2年） | 16,323人                                   |  |

## 歴史
1986年（昭和61年）に現在の町域西部（旧三田川町～旧神埼町）の吉野ヶ里丘陵にある工場団地予定地から弥生時代の環濠集落遺跡が発見され、吉野ヶ里遺跡と命名された。町名はこの吉野ヶ里遺跡に由来する。

### 近現代
- 1889年（明治22年）4月1日 - 町村制施行により、現在の町域にあたる三田川村・東脊振村が発足。
- 1965年（昭和40年）4月1日 - 三田川村が町制施行。三田川町となる。
- 2006年（平成18年）3月1日 - 三田川町・東脊振村が対等合併し、吉野ヶ里町が発足。

## 行政

### 歴代町長
吉野ヶ里町（2006年-）歴代町長
| 代   | 氏名     | 就任年月日    | 退任年月日    | 備考 |
| ---- | -------- | ------------- | ------------- | ---- |
| 初-2 | 江頭正則 | 2006年4月16日 | 2014年4月15日 |      |
| 3    | 多良正裕 | 2014年4月16日 | 2018年4月15日 |      |
| 4    | 伊東健吾 | 2018年4月16日 |               | 現職 |

### 議会
- 議会定数：12名[1]

### 町役場所在地
- 三田川庁舎（旧三田川町役場）：神埼郡吉野ヶ里町吉田321-2
- 東脊振庁舎（旧東脊振村役場）：神埼郡吉野ヶ里町三津777

### 県政
神埼市・神埼郡選挙区から選出される佐賀県議会議員の定数は2議席である。

### 国政・国の出先機関
- 衆議院 - 吉野ヶ里町は、佐賀県第2区。比例区では九州ブロックに属する。詳細は、それぞれの選挙区を参照のこと。

- 参議院 - 吉野ヶ里町は、佐賀県選挙区（全県区、定数2議席）に属する。

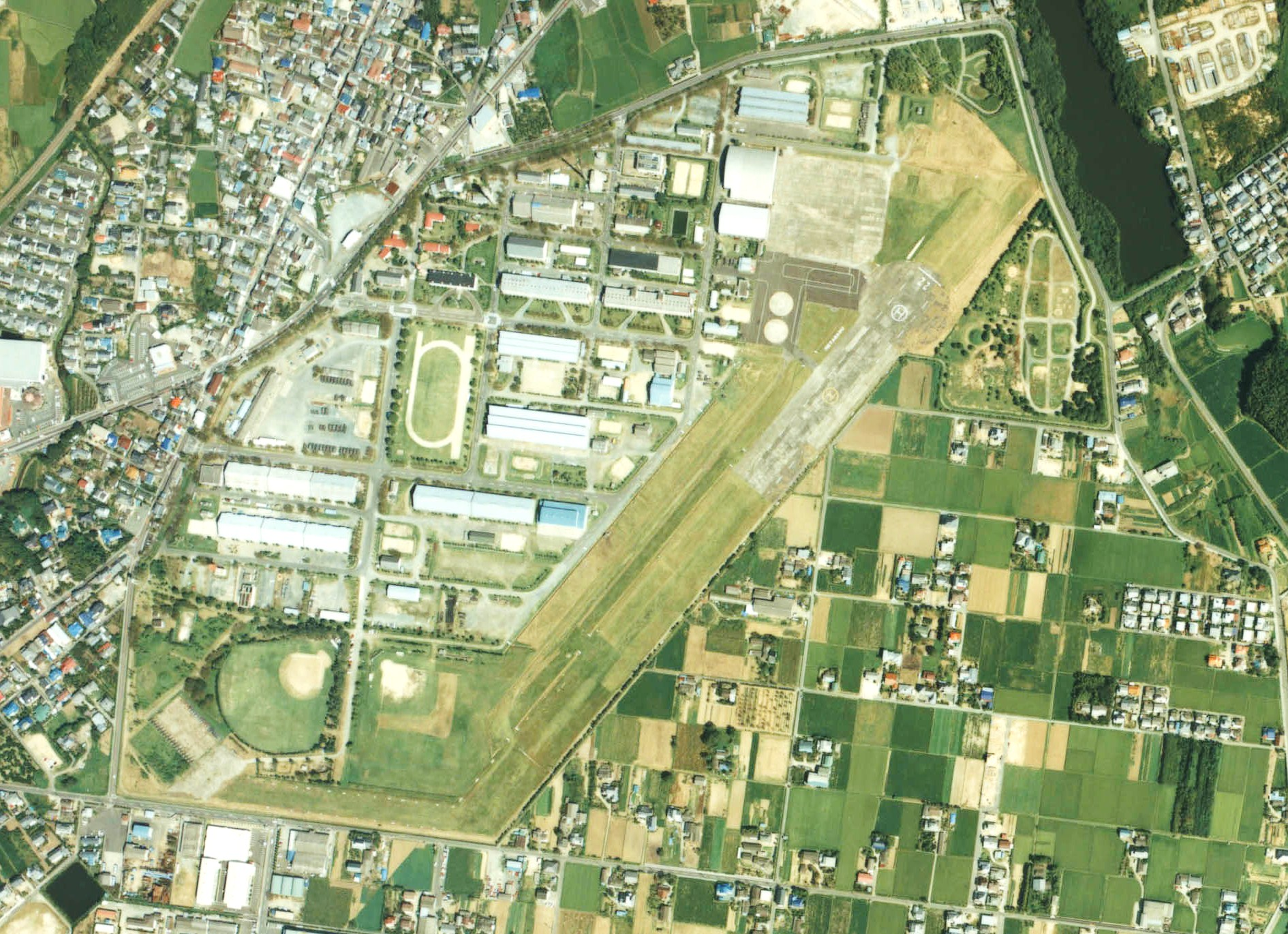
目達原駐屯地

出先機関
- 国土交通省九州地方整備局
  - 国営吉野ヶ里歴史公園事務所
- 林野庁九州森林管理局
  - 佐賀森林管理署東脊振森林事務所
- 陸上自衛隊西部方面隊
  - 目達原駐屯地（目達原飛行場）
  - 九州補給処

### 警察
- 神埼警察署
  - 三田川交番
  - 東脊振警察官駐在所

### 消防
- 佐賀広域消防局
  - 吉野ヶ里出張所

## 産業

### 農業
- 主な農産品
  - コメ
  - ムギ
  - いちご - 品種は「さがほのか」である。
  - 茶
  - アスパラガス

### 工業
長崎自動車道の東脊振インターチェンジが町の中央に位置し、また、九州自動車道の鳥栖ジャンクションに近い地の利を活かし、製造業の誘致が図られている。

#### 吉野ヶ里町に工場・事業所を置く企業
- 不二家吉野ヶ里工場
- リンガーハット佐賀工場
- ロックペイント九州工場
- 大塚製薬佐賀工場
- ブリヂストン佐賀工場
- 中国塗料九州工場
- エフピコ九州工場、九州配送センター、九州ピッキングセンター
- ニシム電子工業佐賀工場
- 日清紡マイクロデバイス佐賀事業所（日清紡マイクロデバイスAT）
- ゴール九州工場
- カナフレックスコーポレーション九州工場
- NRS九州物流センター

## 市外局番
- 市外局番は全域が0952である。
- 佐賀MA（市内局番52 - 53)
- ただし、松隈小川内地区に関しては092（福岡MA）となる。

（交換局が、那珂川市からの接続となるため）
- 福岡MA（市内局番954)

## 郵便局
- 郵便局（ゆうちょ銀行）（3局）
  - 目達原郵便局
  - 東脊振郵便局
  - 吉野ヶ里公園駅前簡易郵便局

- 郵便番号
  - 〒842-0xxx

## 金融機関
- 佐賀銀行（2支店）三田川支店、東脊振出張所
- 佐賀共栄銀行三田川支店
- JAさが（JAバンク）1支所 - 吉野ヶ里支所

## 健康・福祉
統計はすべて2010年10月1日の国勢調査のもの。
- 平均年齢 ： 42.52歳
  - 年少人口(0 - 14)割合：16.06 %
  - 生産年齢人口(15 - 64)割合：64.04 %
  - 老年人口(65 - )割合：19.90 %

## 教育

### 中学校
- 吉野ヶ里町立三田川中学校
- 吉野ヶ里町立東脊振中学校

### 小学校
- 吉野ヶ里町立三田川小学校
- 吉野ヶ里町立東脊振小学校
- 吉野ヶ里町立小川内小学校（廃止）

### 幼稚園
- 吉野ヶ里町立東脊振幼稚園
- 三田川幼稚園
- 吉野ヶ里こども園

### 保育所
- 吉野ヶ里町立吉野ヶ里保育園
- くるみ保育園
- 認定こども園きらり

## 交通
- 最寄り空港は佐賀空港または福岡空港。

### 鉄道

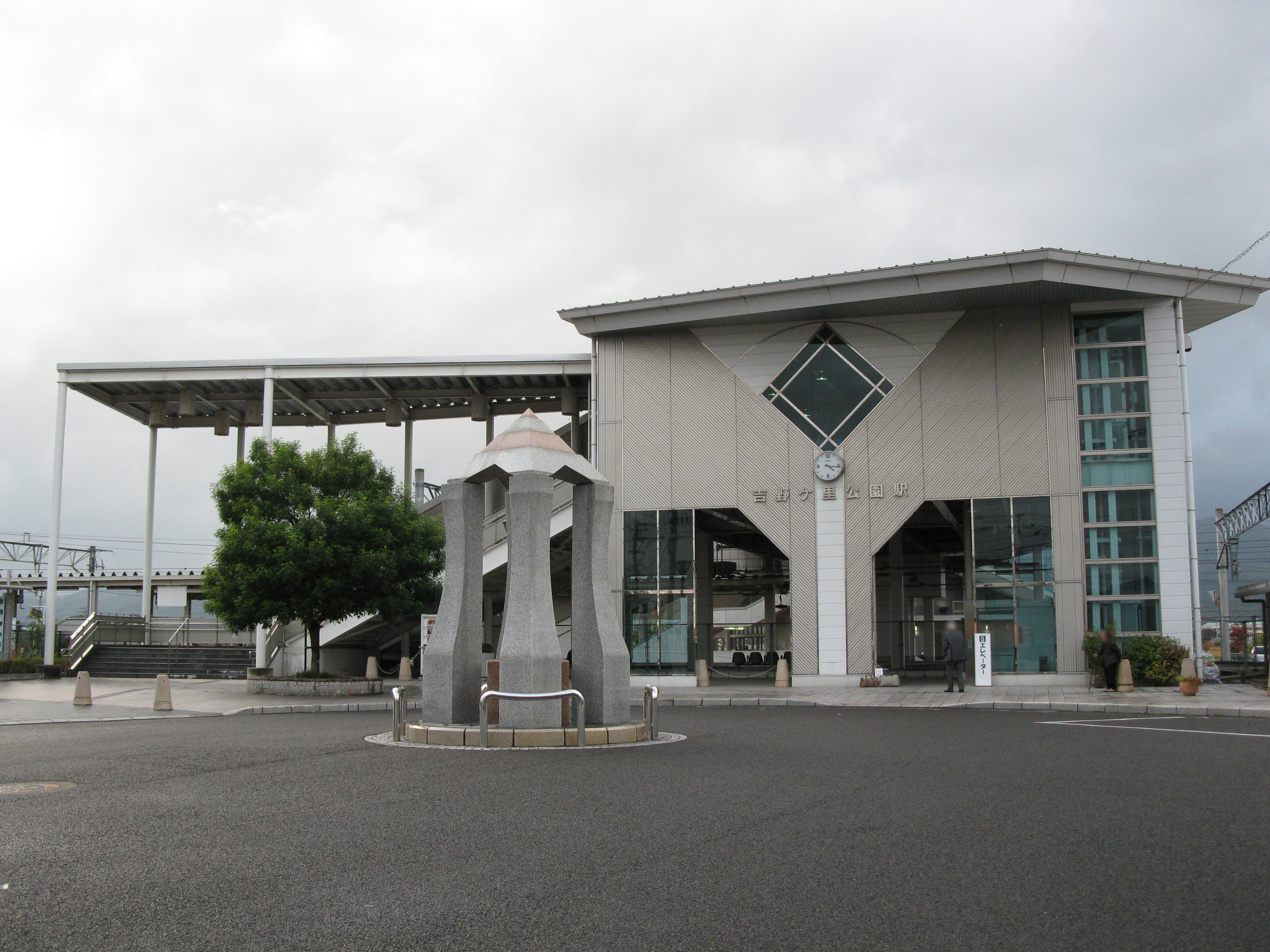
吉野ヶ里公園駅

九州旅客鉄道（JR九州）
- 長崎本線：吉野ケ里公園駅

### バス路線など
- 西鉄バス（西日本鉄道・西鉄バス久留米・西鉄バス佐賀） - 国道34号および県道22号を通り旧三田川町域を経由して久留米市（JR久留米駅・西鉄久留米駅）と佐賀市中心部を結ぶ路線、同じく国道34号を通り旧三田川町域を経由して鳥栖市と神埼市を結ぶ路線を運行している。
  - [40] 久留米市 - みやき町（旧北茂安町域） - 上峰町 - 吉野ヶ里町 - 神埼市 - 佐賀市
  - [43] 鳥栖市 - みやき町（旧中原町域） - 上峰町 - 吉野ヶ里町 - 神埼市
- 吉野ヶ里町コミュニティバス - 2023年10月よりデマンド型乗合タクシーに代替され、通勤通学線3路線のみとなった。
- デマンド型乗合タクシー「よしくる」 - 2023年10月2日運行開始。予約制。町内の任意の場所および隣の神埼市・上峰町の指定施設で乗降可能。

なお、現在は町内に高速バスの発着はない。

### タクシー
吉野ヶ里観光タクシーが町内で営業している。

### 道路

#### 高速道路
- 長崎自動車道
  - 東脊振インターチェンジ

#### 有料道路
- 東脊振トンネル有料道路

#### 一般国道
- 国道34号
- 国道385号
  - 道の駅：吉野ヶ里

#### 主要地方道
- 佐賀県道31号佐賀川久保鳥栖線
- 佐賀県道46号中原三瀬線

## 文化施設
- 吉野ヶ里町吉野ヶ里駅公園コミュニティホール
- 吉野ヶ里町町民憩いの家
- 吉野ヶ里町東脊振村制100周年籾岳展望台･記念塔
- 吉野ヶ里町東脊振運動公園
- 吉野ヶ里町トム･ソーヤの森
- 吉野ヶ里町立野地区学習等供用施設

## スポーツ施設
- 吉野ヶ里町三田川中央公園多目的広場
- 吉野ヶ里町三田川武道館
- 吉野ヶ里町三田川武道館
- 吉野ヶ里町町民温水プール
- 吉野ヶ里町三田川中央公園野球場
- 吉野ヶ里町丸山球場
- 吉野ヶ里町三田川中央公園テニスコート
- 吉野ヶ里町東脊振運動公園テニスコート
- 吉野ヶ里町町民三田川プール
- 吉野ヶ里町児童体育館
- 吉野ヶ里町三田川中央公園多目的広場

## 特産品
- 栄西茶 - 緑茶栽培の発祥地と言い伝えられている、旧東脊振村でつくられたお茶（出所:吉野ヶ里町商工会公式ウェブサイト）。
- 赤米 - 古代米の一種。古来は神事や宮廷料理で供されていたと言われている。吉野ヶ里遺跡周辺で作られている。現在は、地元中学校の生徒による赤米の田植え・稲刈りなども行われている。（出所:吉野ヶ里町商工会公式ウェブサイト）
- やよいもち - 古代米の赤米を使って作られたもち。色は桜色で、中にはこしあんが入っている。もち米、小豆とも吉野ヶ里町産のものが使用されている。（出所:吉野ヶ里町商工会公式ウェブサイト）
- いちごジャム - 吉野ヶ里町産のイチゴを使用したジャム。イチゴが採れる3月～5月までの期間限定商品。（出所:吉野ヶ里町商工会公式ウェブサイト）
- 柿みそ - すりおろした柿の入った合わせ味噌。柿に含まれるビタミン等の成分が体に良く評判である。柿の甘味が味噌にまろやかさを加えており、珍味である。（出所:吉野ヶ里町商工会公式ウェブサイト）
- さしみ蒟蒻

## 名所・旧跡・観光スポット・祭事・催事

### 名所・旧跡・観光スポット
- 吉野ヶ里遺跡・吉野ヶ里歴史公園
- 石塔院
- 東妙寺
- 長崎街道
- 村制100周年記念塔
- トムソーヤの森
- 千石山サザンカ自生北限地（国の天然記念物）
- 九州自然歩道
- 霊仙寺跡（茶栽培発祥の地）
- 道の駅 吉野ヶ里 さざんか千坊館
- 小川内（おがわち）の杉 - 山祗神社の神木。五ケ山ダム建設に伴い、200 m余離れた高台に社殿と共に移設された[2]。
- 日吉神社（日吉城跡）
- 田手畷の戦い
- 田手川の戦い

### 祭事・催事
- 吉野ヶ里夢ロマン軽トラ市（毎月第一日曜日）
- 聖茶まつり（5月）
- 兵庫祭り（蛤水道、5月）
- 「夏」ふれあい祭り（8月）
- 吉野ヶ里ふるさと炎まつり（10月下旬）
- 竹ものがたり（11月）
- 菜の花マーチ、春の「さざんか千坊館」祭り（3月）

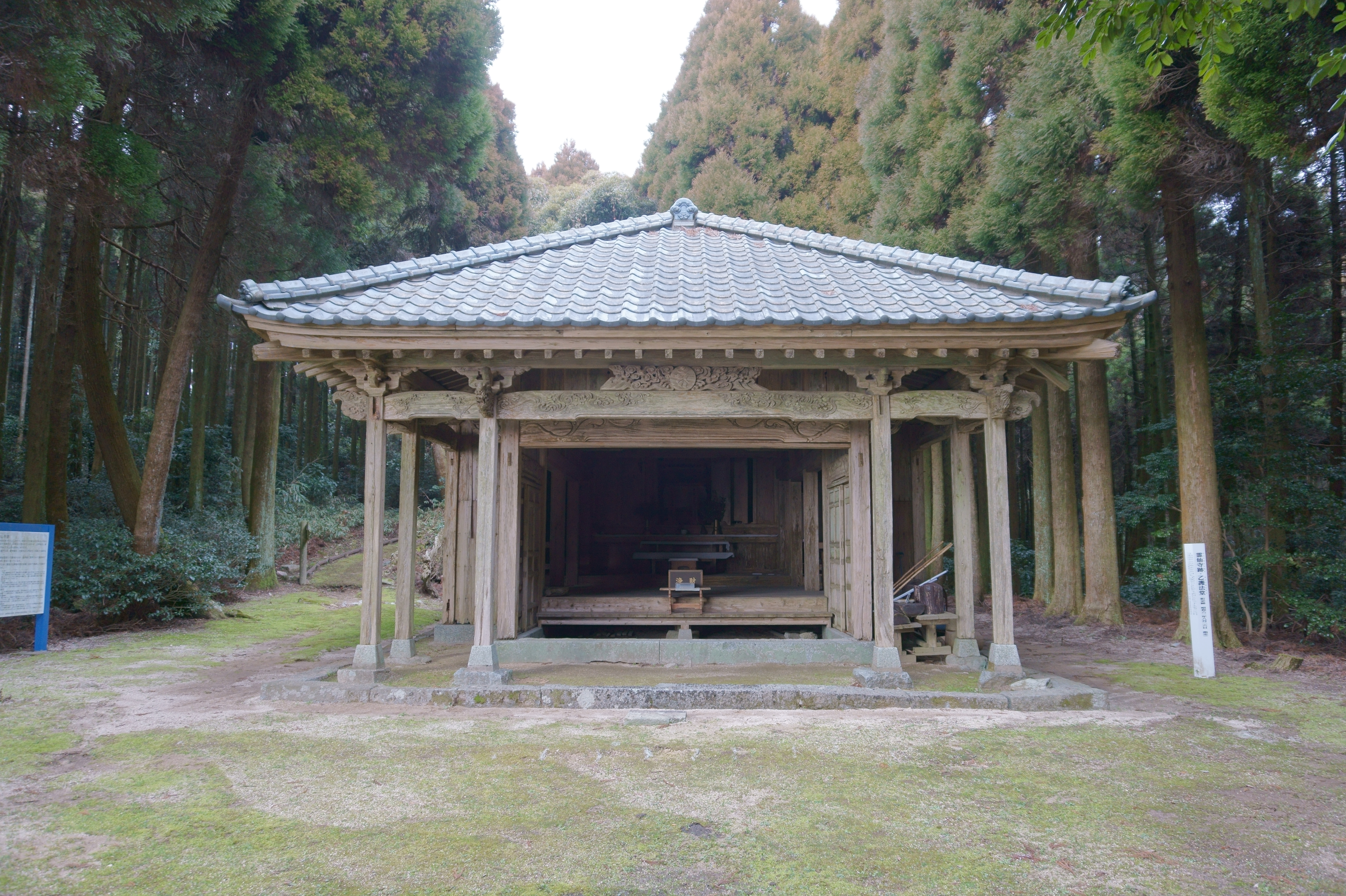
霊仙寺跡の乙護法堂
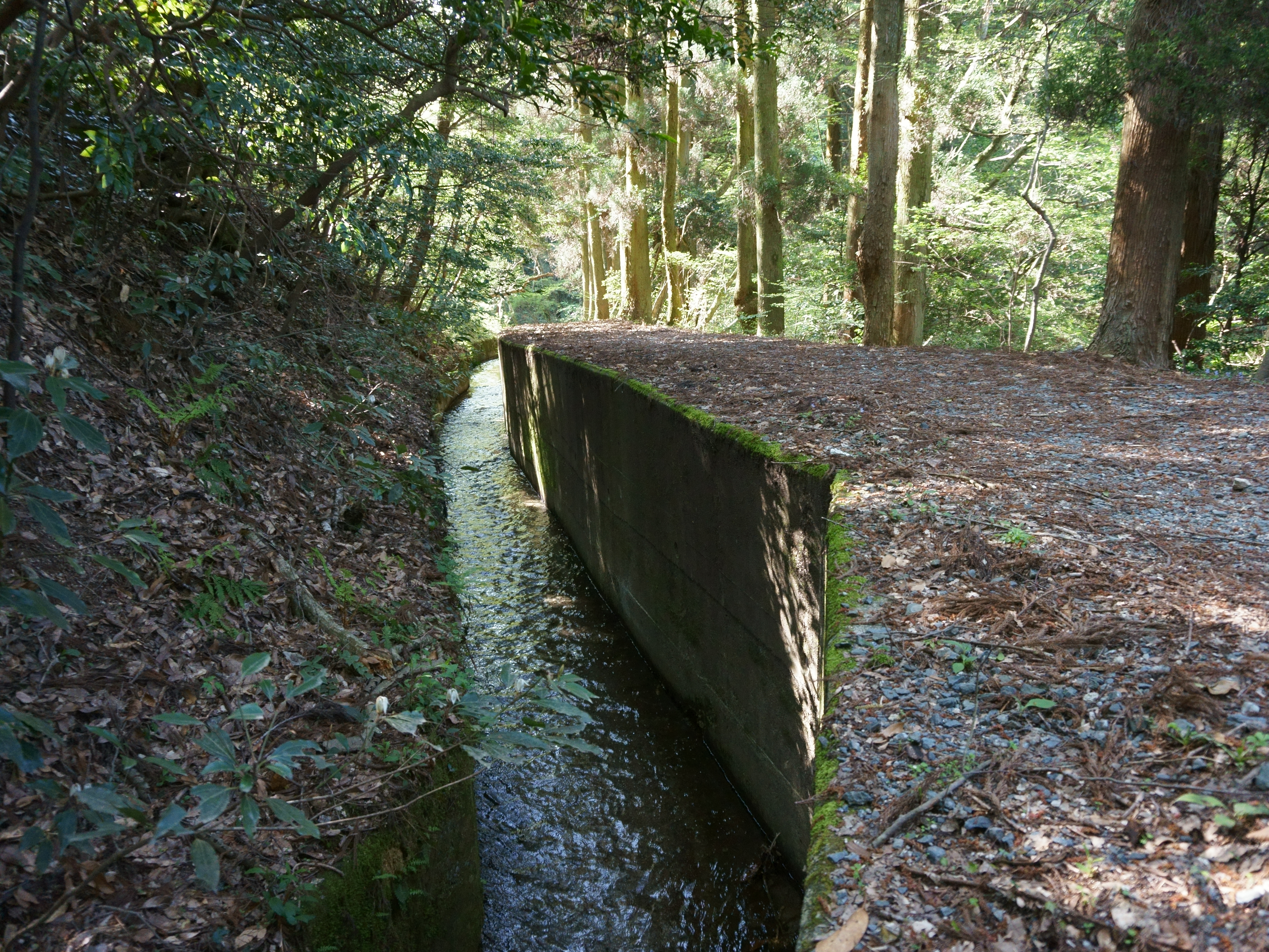
蛤水道
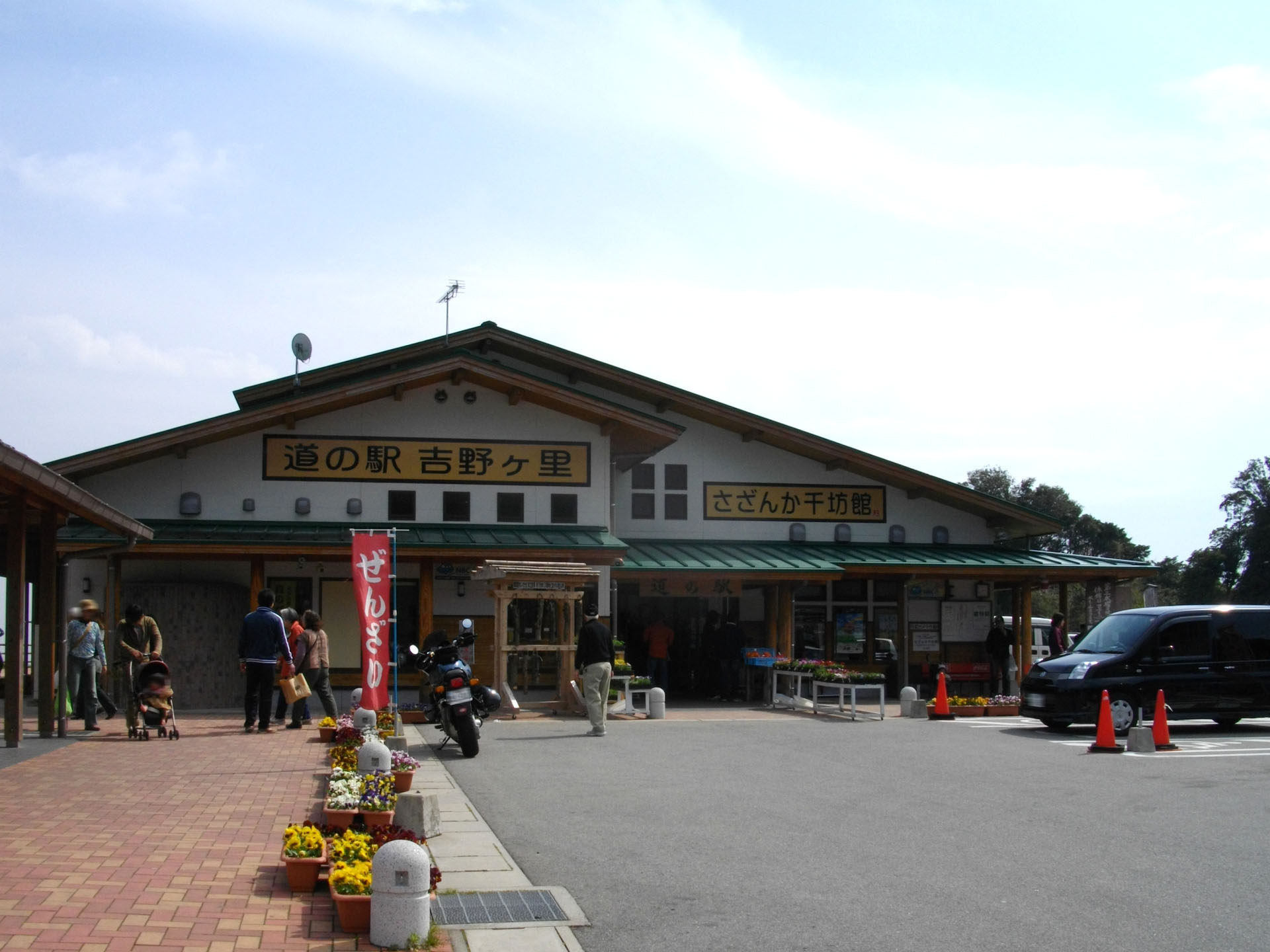
道の駅吉野ヶ里
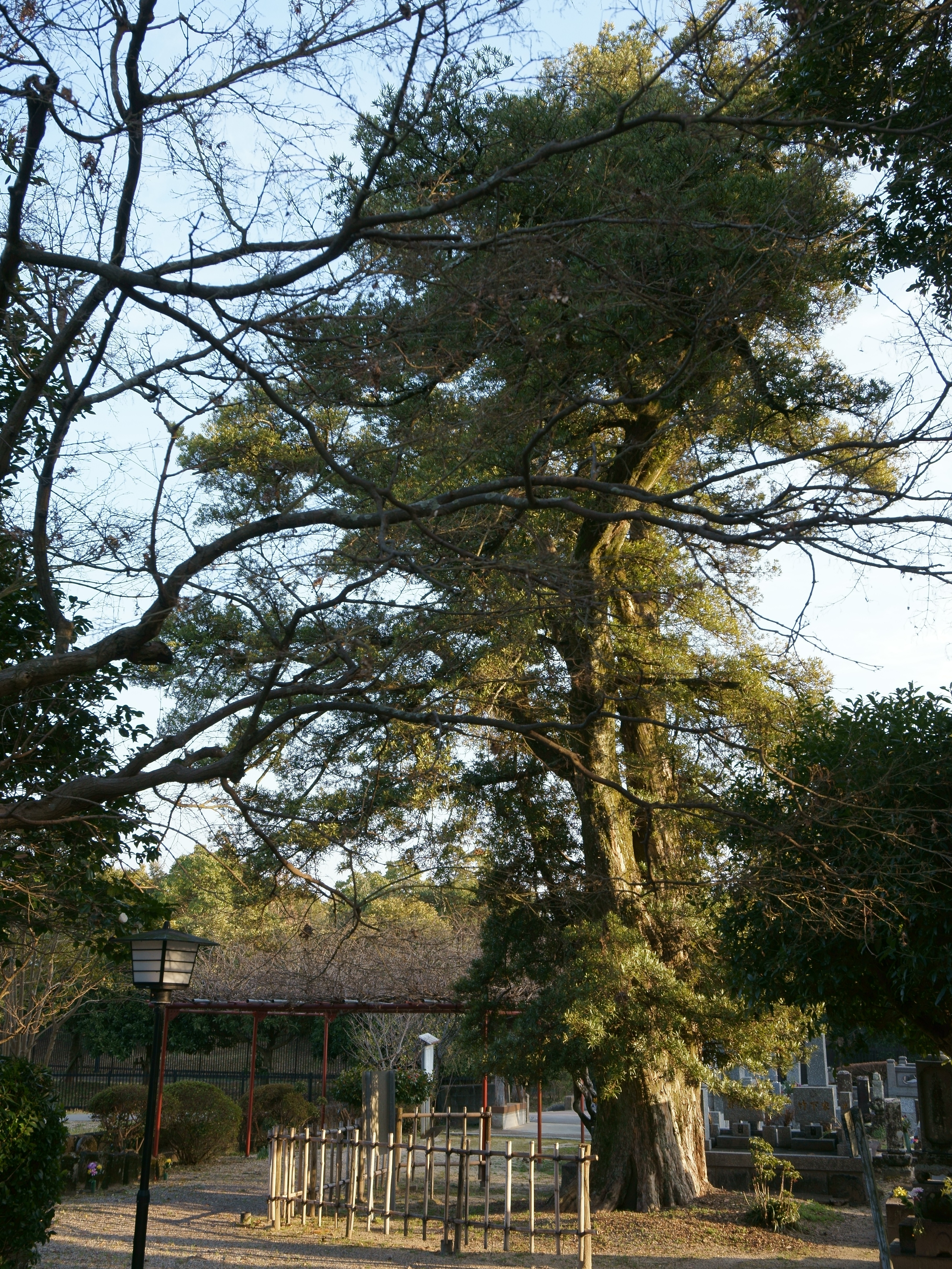
佐賀県天然記念物のラカンマキ（石塔院）
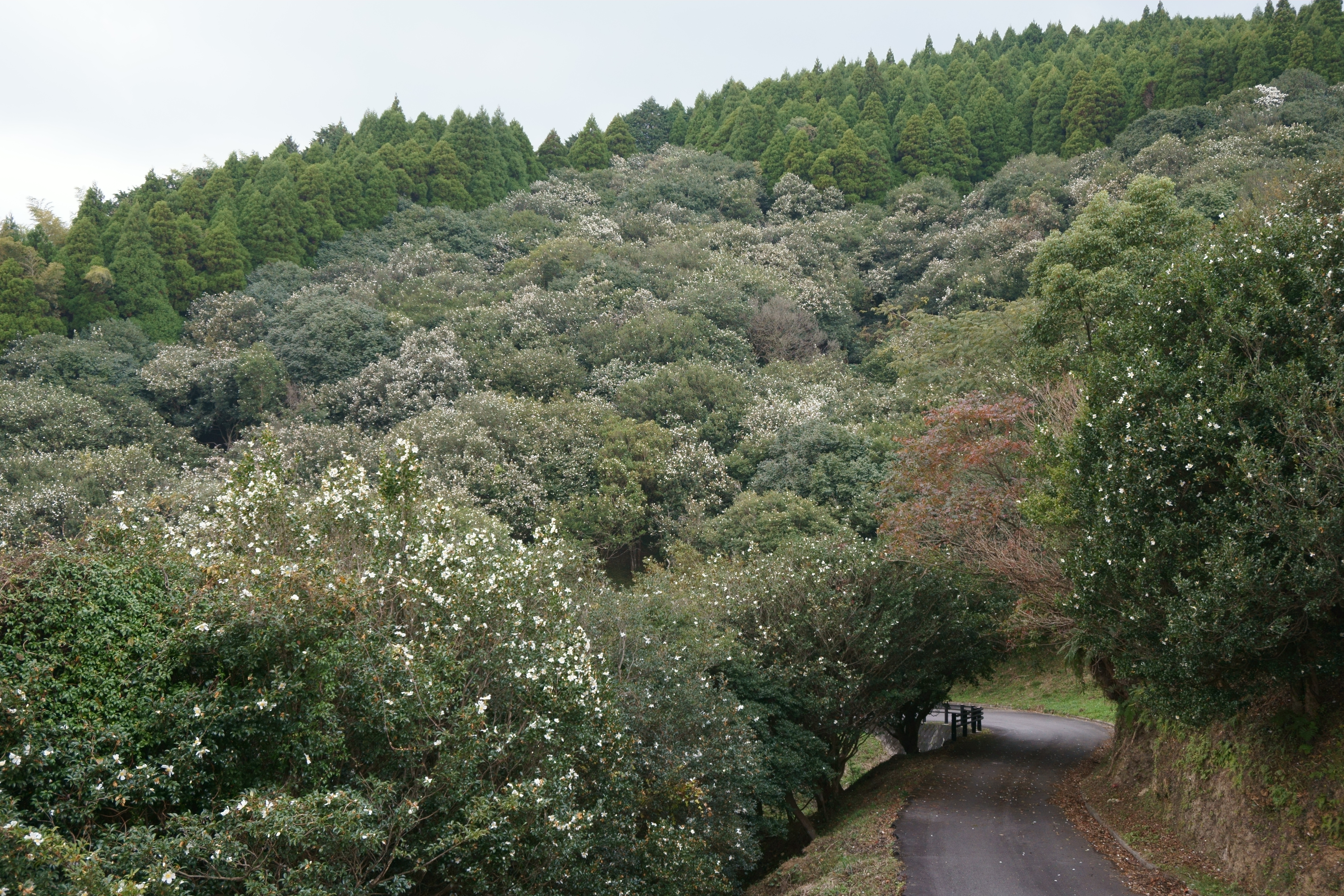
国天然記念物の千石山サザンカ自生地
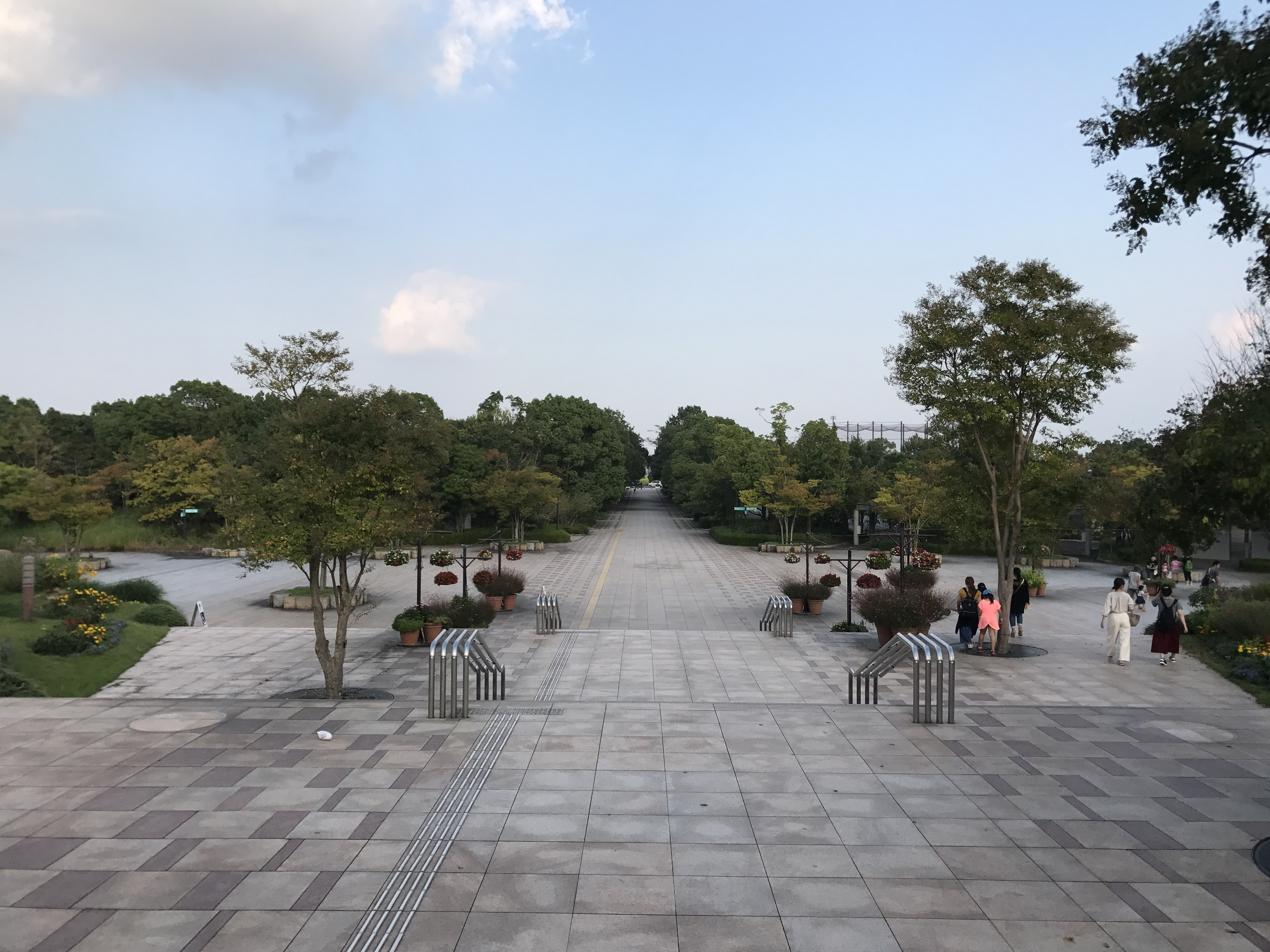
吉野ヶ里歴史公園東口広場。中央の通路と右の駐車場で軽トラ市が開催される。

## 吉野ヶ里町出身の著名人
- 内川義高 - 陸上競技選手、1952年ヘルシンキオリンピックマラソン代表（旧東背振村出身）
- 大隈栄一 -「オークマ（株）国内工作機械製造メーカー 」創設者
- 古賀紗理那 - バレーボール選手（NECレッドロケッツ）[3]
- KOSEI（八谷晃生）- ピアニスト、シンガーソングライター、アーティスト
- 金剛敏彦 - 元十両力士
- 中島輝士 - 元プロ野球選手
- 原貢  - 元高校野球・大学野球監督で、原辰徳の父
- 福光久代 - 陸上競技選手、1984年ロサンゼルスオリンピック走高跳代表（旧東背振村出身）
- 溝上たんぼ - お笑い芸人、新作のハーモニカ